# Maria Popescu
Maria Popescu (scris și Popesco, n. 4 septembrie 1919 – d. 3 noiembrie 2004) a fost o vedetă de origine română, criminală condamnată și memorialistă, al cărei caz a fost una din puținele erori judiciare din Elveția.
Maria Popescu s-a născut în București și a fost nora lui Stelian Popescu, om politic și fostul ministru al Justiției. Popescu a fost arestată în 1945 în Geneva și acuzată că a ucis-o pe soacra sa, Lelia Popescu (pe 26 iunie 1945), și pe servitoarea acesteia, Lina Mory (care a murit pe 25 iulie 1945), și pentru o tentativă de asasinat împotriva socrului său. Ea a fost condamnată la închisoare pe viață, chiar dacă criticii cred că vinovăția ei nu a fost niciodată dovedită.
A fost în cele din urmă amnistiată în 1957. Ulterior Popescu și-a scris memoriile, s-a recăsătorit, a trăit în Valais și a avut un fiu. A fost soția lui Victor Popescu.

## Lucrări
- Maria Popesco. "Entre deux mercredis" Éditions La Baconnière, 1961. 198 pages.
- Maria Popescu. "Von Mittwoch bis Mittwoch" Éditions Paul Haupt, 1961. Traducere: Bee Juker. ASIN B0000BMFY8
- Maria Popescu. "Între două miercuri" Éditions Corint, 2018. Traducere: Rodica Vintilă. ISBN 978-606-793-390-1
- William Matthey-Claudet. " Une erreur judicière? L' Affaire Popesco" Imprimerie Montandon & Cie, Fleurier (Ntel).
- Antoine Jacques & Pierre Bellemare. "Les Dossiers Extraordinaires de Pierre Bellmare" Éditions Fayard, 1976.
- Yolanda Eminescu. "Din Istoria Marilor Procese" Editura Junimea, Iași, 1992.
- Jean-Noël Cuenod. "De l'Assassinat de Sissi à l'Acquittement de Mikhaïlov, Un siècle de Procès à Genève" Éditions Tribune de Genève, 1999.